# ディアナ (コルベット・2代)
ディアナ（スペイン語：Diana, F 32、M 11）は、スペイン海軍のコルベット。デスクビエルタ級コルベットの2番艦。艦名は女神ディアナに由来する。

## 艦歴
「ディアナ」は、バサンカルタヘナ造船所で建造され、1975年7月8日に起工、1976年1月26日に進水、1979年6月30日に就役しカルタヘナ基地の第21護衛隊に配備される。
1990年10月31日、湾岸危機に伴い国際連合主導による禁輸監視活動のため、フリゲート「F 83 ヌマンシア」、コルベット「F 34 インファンタ・クリスティナ」と共に紅海に派遣される。任務中にはイラク籍の貨物船「ハウラ・ビン・アル・ザウラ（Khawla Bint Al Zawra）」が信号を無視して航行を継続したため、これに対し威嚇射撃を実施した。
2000年に掃海艦に艦種が変更され、潜水員用の高圧室や潜水カメラ器材など所要の装備に改修され。番号もM 11に変更された。